# Copa de l'Stanley Pool
La Copa de l'Stanley Pool fou una competició futbolística per a clubs de les ciutats de Brazzaville i Léopoldville (avui anomenada Kinshasa), organitzada per la Federació de Futbol de Pool, quan la República del Congo i la República Democràtica del Congo eren colònies francesa i belga respectivament. Es tractà, per tant, d'una competició internacional de les dues ciutats situades al voltant del llac Pool Malebo (antigament anomenat Stanley Pool), al riu Congo. Es disputà entre 1928 i 1938. De forma paral·lela es disputà el Campionat de l'Stanley Pool.

## Historial
- 1928 ES Congolaise Léopoldville
- 1929 CO les Nomades Léopoldville
- 1930 ES Congolaise Léopoldville
- 1931 AS Léopoldville
- 1932 Diables Rouges (Brazzaville?)
- 1933 desconegut
- 1934 AS Portuguesa Léopoldville
- 1935 AS Portuguesa Léopoldville
- 1936 CS Belge Léopoldville
- 1937 CA Brazzaville
- 1938 CS Belge Léopoldville